# Liebeslied

Als Liebeslied (siehe auch Liebeslyrik) bezeichnet man ein musikalisches Werk, in dem die Liebe zwischen zwei Menschen besungen wird. Es dient dem Ausdruck einem oder mehrerer Aspekte der Liebe wie etwa Schmerz, Sehnsucht oder Erotik. Oft werden dabei textliche und musikalische Mittel zur Ausdeutung genutzt. Bereits aus der Antike und dem Mittelalter sind Liebeslieder überliefert, die Praxis des Liebesliedes besteht jedoch über die Epochen hinweg fort.  Dabei können bestimmte Themen, Mittel und Motive immer wieder beobachtet werden. Während im höfischen Kontext des Mittelalters amouröse Musikstücke oft in Form des Minnesangs verfasst wurden, besteht im Repertoire des frühen Liebesliedes eine beständige Gattungsvielfalt, die auch die Chanson und ab dem 16. Jahrhundert das Madrigal einschließt.

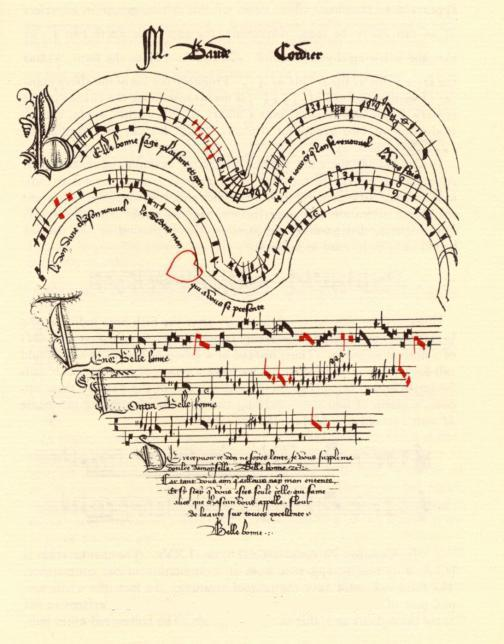
Das Chanson Belle, Bonne, Sage von Baude Cordier visualisiert das Liebeslied in Form eines Herzens.

## Mittelalter bis frühe Neuzeit

### Lyrisches Subjekt, Adressat und Publikum
Oft kann das lyrische Subjekt eines Liebesliedes einem Geschlecht eindeutig zugeordnet werden. Es finden sich aber auch Texte, in denen eine Zuordnung zu einem männlichen oder weiblichen lyrischen Subjekt nicht eindeutig ist. Im Minnesang des Mittelalters lässt sich ein wiederkehrendes Schema finden. Oft spricht ein männliches Ich – nicht selten ein Ritter – von der Liebe zu einer meist adligen Frau. Doch gibt es auch hier ambivalente Texte, die mehrere Adressaten ansprechen. Beispielsweise kann das Liebeslied Se la face ay pale von Guillaume du Fay dahingehend verstanden werden, dass sich ein Höfling an eine Dame wendet. Eine weitere Interpretation ist eine Ansprache durch Jesus Christus an die Menschheit.
Ein Text kann auch direkt an ein größeres Publikum gerichtet sein. So zum Beispiel im Lied La la, la, je ne l´ose dire von Pierre Certons, das in Gemeinschaft gesungen werden kann und dabei allgemeingültige Moralvorstellungen transportiert. Vom 12. bis ins 13. Jahrhundert hinein sind sowohl die imaginäre Handlungsebene als auch der reale Aufführungsort überwiegend im höfischen Kontext zu verorten. Das Publikum kann beispielsweise eine Festgesellschaft sein, aber auch ein privater, kleiner Rahmen ist denkbar. Ab dem 16. Jahrhundert verlagert sich der Kontext zunehmend in einen nicht höfischen, bürgerlichen Bereich. Hierfür ist das Lied Now is the Month of Maying von Thomas Morley ein Beispiel, das Fang- und Jagdspiele thematisiert sowie zum Tanzen und Mitsingen geeignet ist.

### Themen
Die Themen der Liebeslieder sind in der Frühen Neuzeit sehr unterschiedlich und vielseitig. Hierzu zählen zunächst Eifersucht, Erotik oder auch Schmerz, aber auch Dankbarkeit, Zärtlichkeit, Unterwürfigkeit, Anbetung, Selbstmitleid oder Besitzansprüche. Doch in erster Linie drückt sich die Liebe durch die Sehnsucht oder die Verzweiflung aus. Daneben ist die Verlassensklage ein beliebtes Sujet.
So wird in der okzitanischen Chanson Can vei la lauzeta mover des Troubadours Bernart de Ventadorn aus dem 12. Jahrhundert die Sehnsucht beispielsweise mit der Klage über das Verlassen kombiniert. Durch den Beinamen „Lerchenlied“ wird außerdem die Natur angesprochen. Auch Guillaume de Machauts Puis qu’en oubli – sowie Guillaume Du Fays Se la face ay pale – reihen sich hier ein und rücken die Melancholie des lyrischen Subjekts in den Vordergrund. Anders verhält es sich beispielsweise im England des 16. Jahrhunderts bei Thomas Morleys Now is the month of maying aus dem Jahre 1595. Es handelt sich hierbei weniger um ein verzweifeltes Liebeslied als um ein Tanzlied mit einem wiederkehrenden Refrain „zum Mitsingen“. Hier spielt Erotik eine große Rolle und bestimmt den Verlauf der Handlung, wie auch bei Jacques Arcadelts Madrigal Il bianco e dolce cigno. Unterwürfigkeit und Respekt werden in Arnold de Lantins Tout mon desir et mon valoir aus dem 15. Jahrhundert besungen, das zugleich Verzweiflung thematisiert. Ein weiteres Beispiel ist Luca Marenzios italienisches Madrigal Cedar l’antiche tue chiare vittorie aus dem 16. Jahrhundert, das auch das Sujet Respekt einbringt. Es fällt also auf, dass eine vielfältige Anzahl an Themen existiert und diese in sämtlichen Madrigalen der Frühen Neuzeit beispielhaft aufgezeigt werden können.

### Textliche Mittel
Die Texte eines Liebesliedes sind oft von Stilmitteln geprägt, die der Unterstützung der Aussage oder der künstlerischen Ausgestaltung dienen. Dies kann sich schon in der (Text-)Form niederschlagen, etwa durch einen strophischen oder zyklischen Aufbau, wie beispielsweise bei Si wunderwol gemachet wîp (Walther von der Vogelweide, Beginn des 13. Jahrhunderts) und Puis qu’en oubli (Guillaume de Machaut). Metaphern helfen dabei, die besungene Person durch den Vergleich mit Objekten oder anderen Lebewesen zu überhöhen. Solche Idealisierung ist besonders im Mittelalter die wichtigste Methode, Liebe zum Ausdruck zu bringen. So werden etwa in Si wunderwol gemachet wîp  die Augen der Besungenen mit Sternen verglichen. Lautmalereien wie „la la la“ bei Pierre Certons La la, la, je ne l’ose dire oder „fa la la“ bei Thomas Morleys Now is the Month of Maying schaffen einen lockeren Charakter und betonen die eingängige Melodie.
In vielen Liebesliedern findet sich außerdem eine bewusst eingesetzte Ambivalenz, die sexuelle Komponenten des Textes verschleiert – wie etwa in Ez verlôs ein ritter sîne scheide von Neidhart und Now is the Month of Maying – oder den Adressaten des Liedes offenlässt. So vertont Giovanni Pierluigi da Palestrina in Vergine bella (komponiert 1581) einen Text des Dichters Francesco Petrarca, in dem in einer ersten Bedeutungsebene die Jungfrau Maria besungen wird, der jedoch ebenso eine Interpretation mit Laura, der Angebeteten des Dichters, als Adressatin zulässt. In besonderer Form verwendet Baude Cordier in seinem Liebeslied Belle, bonne, sage (Ende des 14. Jahrhunderts) künstlerische Mittel als Unterstützung der Aussage: Die Notenlinien und Textzeilen der Komposition sind so angelegt, dass sie in ihrer Niederschrift eine Herzform ergeben.

### Musikalische Mittel
Auch auf musikalischer Ebene können zahlreiche Ausdrucksmittel beobachtet werden. Vor allem melismatische Verzierungen und auch Chromatik werden in den Liebesliedern des 12. bis 16. Jahrhunderts immer wieder eingesetzt, um die Gedanken und Gefühle des lyrischen Subjekts individuell zu vertonen. Einige musikalische Mittel bestimmen sogar den musikalisch-dramaturgischen Verlauf des Stücks: Melismatische Wendungen, Tonrepetitionen oder chromatische Passagen drücken vor allem in Madrigalen um 1600 Emotionen aus: so etwa in Claudio Monteverdis Lamento della Ninfa.
Oft finden sich einprägsame wiederkehrende Refrains, wie jener in Now is the month of maying, meist auch tanzbare Rhythmen, die eine musikalische Dynamisierung des Geschehens bewirken. Die musikalischen Mittel der Frühen Neuzeit finden sich wiederum in Bernart de Ventadorns Can vei la lauzeta mover. Die Melismen werden hier zur Textausdeutung verwendet und es existiert eine stimmungsbezogene Melodieführung innerhalb des Satzes. In späteren Madrigalen, etwa ab der Mitte des 16. Jahrhunderts, wird Chromatik zunehmend zum musikalischen Mittel der Ausdeutung von Klage und Schmerz. Hier seien Jacques Arcadelts Il bianco e dolce cigno, Carlo Gesualdos Ecco moriro wie auch Claudio Monteverdis Lamento della Ninfa erwähnt. Letzteres Beispiel ist bereits aus dem 17. Jahrhundert und somit aus einer Zeit mit zunehmender Verwendung eines Generalbasses.
Harmonisch-kommentierende Ausdeutungen, ein Lamentobass, Chromatik und steigernde Wiederholung bestimmen Monteverdis Madrigal und setzen damit einen entscheidenden Wendepunkt in der Entwicklung der musikalischen Faktur des Satzes. Dies bereitet die Beschäftigung mit Affekten vor, die in der anschließenden musikalischen Epoche des Barocks zum zentralen Thema werden. Während frühe Beispiele von Liebesliedern vor allem durch musikalische Mittel wie melismatische Verzierungen und Tonrepetitionen bestimmt sind, setzen sich im Laufe des 16. Jahrhunderts immer häufiger Chromatik und Seufzer-Figuren durch. Diese führen im 17. Jahrhundert zu einer emotionalen Dramatisierung der Musik am Beispiel Claudio Monteverdi, in der durch die Verwendung eines Generalbasses ein instrumental erweiterter Ausdruck von Klage ausformuliert wird.

### Absichten hinter den Kompositionen
Ein Liebeslied wird seit jeher aus einem oder mehreren Gründen gesungen: Es gibt Lieder, in denen die vortragende Person aus Selbstreflexion, Selbstkritik oder Selbsttröstung singt. Dies kann der Verarbeitung erlebter Liebe dienen, aber auch einem gestärkten Selbstbild zugutekommen. Puis qu’en oubli von Guillaume de Machaut oder auch Si wunderwol gemachet wîp von Walther von der Vogelweide nutzen Reflexion und Tröstung zur Erkenntnis der Liebe. Machaut wendet seine Liebe von nun an Gott statt seiner ehemaligen Geliebten zu, Walther hingegen tröstet sich mit einer Aufzählung der schönsten Eigenschaften seiner Geliebten und wie er mit diesen glücklich würde. Ebenso werden Liebeslieder auch zum Abschied einer vergangenen Liebe verfasst. Ob diese nur für den privaten Gebrauch, den Vortrag vor der vergangenen Liebe oder einem öffentlichen Publikum präsentiert wurden, ist wiederum situationsabhängig. Neben Männern finden auch Frauen, wenn auch in geringerer Anzahl, Ansehen als Verfasserinnen von Liebesliedern. Beatriz de Dia wird als Trobairitze dem französischen Minnesang um 1200 zugeordnet. Als ein Abschiedslied beinhaltet Beatrix’ Lied A chantar m’er de so qu’eu no volria sowohl die Perspektive einer enttäuschten Liebhaberin als auch einen Liebhaber, der kein Interesse mehr an der Liebe zu zeigen scheint. So sendet sie dieses Lied als einen Boten, um ihrem Zorn Raum zu geben und die Beziehung zu beenden.
Nicht nur das Ende einer Liebe, auch die bestehende Liebe wird besungen. Dabei wird das Lied als Geschenk verstanden. Diese Liebesgabe umfasst dabei den Text und somit auch den Inhalt des Liedes, kann aber auch den Vortrag der Musik als Teil der Gabe beinhalten. In Belle, bonne, sage von Baude Cordier findet sich im Text der Hinweis auf die Intentionen des Liedes, es wird von „einem Geschenk in Form eines neuen Liedes“ gesungen. Durch zahlreiche Adjektive wird dieses Geschenk umso bildlicher. Neben den direkten Beteiligten der Liebesbeziehung zielen Liebeslieder auch auf ein Publikum ab. So gibt es mit der dörperlichen Dichtung im Minnesang eine eigene Richtung provokanter Lieder, deren Ziel eine Einbindung des Publikums in Form von Mit- und Nachdenken über Text und Thema des Liedes ist. Neidhart gilt als Begründer dieser Strömung und sein Lied Ez verlôs ein ritter sîne scheide ist einer der bekanntesten Vertreter dieser Lieder, die sich bis ins späte 15. Jahrhundert verfolgen lassen.
Lieder, die der Aufklärung oder Erziehung der Zuhörenden dienen, finden sich auch abseits des Minnesangs, sowohl zeitgleich zu diesem als auch in den folgenden Jahrhunderten. La, la, la, je ne l’ose dire von Pierre Certon ist für einen öffentlichen Vortrag komponiert und soll mit seiner provokanten Gestaltung das Publikum zum Nachdenken anregen. Denn das Lied ist durchsetzt mit pikanten Passagen über einen Mann und seine Frau, die sich auf dem Markt prostituiert. Später erträgt der Mann dies nicht mehr und erhängt sich. Certon zeigt die Moral in der letzten Strophe ganz klar auf: „Bevor du dich vermählst, musst du an selbigem Tage wissen, dass es für immer sein wird.“ Diese sogenannten Mitsinglieder richten sich an die Zuhörenden und regt sie zum Mitsingen an.
Seit Beginn der Liebesdichtung in der Antike weisen Liebeslieder nicht selten mehrere Gründe für Vortrag und Komposition auf. Bis heute haben sich diese Gründe kaum geändert. Warum Menschen überhaupt die Liebe in diesen so vielfältigen Ausführungen besingen und es bis heute tun, fasst Rüdiger Schnell zusammen: „In seiner emotionalen Paradoxie, Unerklärlichkeit, ja Rätselhaftigkeit liegt der Reiz des Themas“.